# ЗІС-155
ЗІС-155 (з 26 червня 1956 року — ЗІЛ-155) — радянський автобус, масово випускався в 1949-57 рр. і став заміною автобуса ЗІС-154. Він став більш простим у виробництві, але менш містким (довжина — 8 метрів). У конструкції використовувалися елементи кузова ЗІС-154 і агрегати вантажівки ЗІС-150. Саме на ЗІС-155 був вперше в радянському автопромі впроваджений генератор змінного струму. Автобус міг перевозити 50 пасажирів (28 сидячих місць). Двигун ЗІС-124 потужністю 90 к.с. розганяв машину повною масою 9,9 т до 70 км/год.